# Stefan Pronaszko
Stefan Oskar Pronaszko (ur. 4 marca 1896 w Winnicy, zm. 1943 w KL Buchenwald) – major dyplomowany kawalerii Wojska Polskiego, piłkarz grający na pozycji napastnika, współzałożyciel i zawodnik Polonii Warszawa.

## Życiorys
Ukończył gimnazjum. Był współzałożycielem stołecznego klubu Polonia Warszawa. 8 października 1915 r., razem z Tadeuszem Gebethnerem i Marianem Strzeleckim, był inicjatorem zebrania założycielskiego klubu zorganizowanego w mieszkaniu przy ul. Zgoda 12 w Warszawie.
Od listopada 1918 roku w Wojsku Polskim. Brał udział w wojnie polsko-bolszewickiej.
3 maja 1922 roku został zweryfikowany w stopniu podporucznika ze starszeństwem z 1 lutego 1920 roku w korpusie oficerów jazdy. Na porucznika został awansowany ze starszeństwem z dniem 1 stycznia 1923 roku w korpusie oficerów kawalerii. Do 1931 roku pełnił służbę w 22 pułku Ułanów Podkarpackich w Radymnie (od czerwca 1924 roku w Brodach). Od 15 czerwca do 15 września 1930 roku odbył trzymiesięczną praktykę w artylerii i piechocie, a następnie (od 15 października do 15 grudnia 1930 roku) ukończył Kurs próbny przy Wyższej Szkole Wojennej. 5 stycznia 1931 roku został powołany do Wyższej Szkoły Wojennej w Warszawie, w charakterze słuchacza Kursu 1930–1932. 17 grudnia 1931 roku został awansowany na rotmistrza ze starszeństwem z dniem 1 stycznia 1932 roku i 6. lokatą w korpusie oficerów kawalerii. 1 listopada 1932 roku, po ukończeniu kursu i otrzymaniu dyplomu naukowego oficera dyplomowanego, został przeniesiony do 5 Samodzielnej Brygady Kawalerii w Krakowie na stanowisko oficera sztabu. Następnie pełnił służbę w 7 pułku Ułanów Lubelskich w Mińsku Mazowieckim na stanowisku dowódcy szwadronu. W latach 1937–1939 pełnił służbę w Centrum Wyszkolenia Kawalerii w Grudziądzu na stanowisku zastępcy komendanta Szkoły Podchorążych Kawalerii i dyrektora nauk. Na stopień majora został awansowany ze starszeństwem z 19 marca 1939 i 16. lokatą w korpusie oficerów kawalerii.
W kampanii wrześniowej 1939 roku był zastępcą szefa Oddziału IV Sztabu Dowództwa Obrony Warszawy. Następnie jako jeniec w Oflagu VI B Dössel. Członek władz konspiracyjnych w oflagu. Zamordowany w październiku 1943 roku w obozie koncentracyjnym Buchenwald.
Jego starszy brat Andrzej Pronaszko był malarzem i scenografem teatralnym.

## Ordery i odznaczenia
- Krzyż Walecznych[10]
- Srebrny Krzyż Zasługi[10]